# Teresa Michałowska
Teresa Jadwiga Michałowska (ur. 6 lipca 1932 w Chełmie) – polska historyk literatury, specjalizująca się w literaturze staropolskiej, profesor nauk humanistycznych.

## Życiorys
Studiowała polonistykę na Uniwersytecie Wrocławskim. Po ukończonych w 1955 studiach podjęła pracę w Bibliotece im. Ossolińskich. Od 1961 do końca pracy instytucjonalnej była związana z Instytutem Badań Literackich PAN w Warszawie. Pełniła m.in. funkcję kierownika Pracowni Historii Literatury Staropolskiej. W 1963 uzyskała stopień naukowy doktora na podstawie pracy zatytułowanej Różne historyje. Habilitowała się w 1970 w oparciu o dorobek naukowy oraz rozprawę Między poezją a wymową. Tradycje i konwencje prozy nowelistycznej. W 1983 otrzymała tytuł profesorski w zakresie nauk humanistycznych. W 1991 została profesorem zwyczajnym.
W 1996 została członkinią Towarzystwa Naukowego Warszawskiego. Od 1999 członek korespondent, a od 2006 członek czynny Polskiej Akademii Umiejętności. Została także członkinią rady naukowej IBL PAN, Komitetu Nauk o Literaturze Polskiej, Towarzystwa Literackiego im. Adama Mickiewicza oraz polskiego PEN Clubu i Komitetu Mediewistów Polskich.

## Odznaczenia i wyróżnienia
W 2011 prezydent Bronisław Komorowski, za wybitne zasługi w pracy naukowo-badawczej i działalności dydaktycznej, odznaczył ją Krzyżem Oficerskim Orderu Odrodzenia Polski.
W 1995 została laureatką nagrody Fundacji na rzecz Nauki Polskiej za monografię historycznoliteracką Średniowiecze (1995), ukazującą nowy obraz piśmiennictwa polskojęzycznego i łacińskiego w kulturze polskiej.

## Wybrane publikacje
- Między poezją a wymową. Konwencje i tradycje staropolskiej prozy nowelistycznej (1970)
- Staropolska teoria genologiczna (1974)
- Poetyka i poezja. Studia i szkice staropolskie (1982)
- Współredaktorka Słownika literatury staropolskiej (1990)[4]
- Średniowiecze[5] (1995)
- Mediaevalia i inne (1998)
- Współautorka antologii Źródła wiedzy teoretycznoliterackiej w dawnej Polsce (1999)
- Ego Gertruda (2001)
- Średniowieczna teoria literatury w Polsce. Rekonesans (2007)
- Literatura polskiego średniowiecza. Leksykon[6] (2011)
- Biernat i inni (2016)